# 지방도 제383호선
지방도 제383호선은 경기도 남양주시 다산동 도농교와 남양주시 진접읍 연평리 오남 교차로를 잇는 경기도의 지방도이다.
본래 노선은 포천시 소흘읍 이가팔리까지였으나 2009년에 남양주시 진접읍으로 단축되었다.

## 연혁
- 2005년 3월 28일 : 기존 지방도 제383호선인 '율면 ~ 대월선'을 폐지[1]
- 2005년 3월 28일 : 지방도 제383호선을 새로 지정[2]
- 2009년 1월 6일 : '진건 ~ 오남간 도로' 공사 구간으로 지방도를 변경하고 종점을 "남양주시 진접읍 연평리'로 단축[3]
- 2011년 7월 18일 : 남양주시 진건읍 진관리 ~ 지금동 4.48km 구간 개통[4]

## 주요 경유지
- 남양주시
  - 다산동 도농교 - 다산동
  - 진건읍 배양리 - 배양교차로 - 배양삼거리 - 진관사거리 - 구진관 나들목 - 진관리앞 - 먹골사거리 - 사릉역 - 용정리입구교차로 - 사릉교 - 사능사거리 - 사능초등학교 - 용정사거리 - 진건초등학교 - 지세사거리 - (미개통 구간 : 사능 교차로 - 용정터널(511m), 용정1터널(201m), 용정2터널(256m) - 용정천교 - 용정 교차로) - 오남터널(상행 756m, 하행 706m)
  - 오남읍 (미개통 구간 : 오남터널(상행 756m, 하행 706m) - 오남교 - 오남천교 - 오남 교차로) - 오남리 - 오남읍 행정복지센터 - 오남교차로
  - 진접읍 연평 교차로

### 지정 해제 구간
아래 구간은 2009년부터 지방도 지정이 해제되었다.
- 남양주시
  - 진건읍 송릉삼거리 - 진건고등학교
  - 오남읍 오남리 - 오남초등학교 - 오남읍사무소 - 오남교차로
  - 진접읍 연평교차로 - 장현대교 - 장현사거리 - 홈플러스 진접점 - 진접읍행정복지센터앞 - 장승부락입구 - 진접중학교 - 부평교 서단 - 봉선사 - 광릉
- 포천시
  - 소흘읍 광릉수목원 - 직동삼거리 - 고모리 - 고모저수지 - 고모교차로 - 이가팔삼거리 - 갈월중학교 - 이가팔리입구

## 중복 구간
- 남양주시 진접읍 장현사거리 ~ 부평교 서단 : 국도 제47호선과 중복
- 남양주시 진접읍 부평교 서단 ~ 포천시 소흘읍 직동삼거리 : 국가지원지방도 제98호선과 중복

## 도로명
- 남양주시 다산동 도농교 ~ 진건읍 진관사거리 : 진관로
- 남양주시 진건읍 진관사거리 ~ 먹골사거리 : 경춘북로
- 남양주시 진건읍 먹골사거리 ~ 사능사거리 : 진건우회로
- 남양주시 진건읍 사능사거리 ~ 용정사거리 : 사릉로
- 남양주시 진건읍 용정사거리 ~ 지세사거리 : 진건오남로
- 남양주시 오남읍 오남리 ~ 연평 교차로 : 진건오남로